# 1009년

## 연호
- 북송(北宋) 대중상부(大中祥符) 2년
- 요(遼) 통화(統和) 27년
- 일본(日本) 간코(寛弘) 6년
- 전 레 왕조(前黎朝) 까인투이(景瑞) 2년

## 기년
- 북송(北宋) 진종(眞宗) 12년
- 요(遼) 성종(聖宗) 28년
- 고려(高麗) 목종(穆宗) 12년
- 전 레 왕조(前黎朝) 와조제(臥朝帝) 5년

## 사건
- 강조의 정변이 발발.
- 강조의 정변으로 고려 목종이 왕의 자리에서 쫓겨남.
- 안종 왕욱의 아들 대량원군 왕순이 18살의 나이로 왕위에 오름. 고려 8대 국왕 현종.
- 북부 베트남을 지배하고 있던 전 레 왕조의 장군 이공온이 군권을 장악해, 왕조를 무너뜨리고 새로운 왕조, 리 왕조를 수립하였다.

## 탄생
- 5월 22일 - 북송의 문인 소순(~1066년)
- 6월 27일 - 조지아의 서예가 성산 아토스의 조지(~1065년)
- 12월 14일 - 일본의 제69대 천황 고스자쿠 천황(~1045년)

## 사망
- 요나라(遼羅羅)의 왕후(王后) 예지황후(睿智皇后)
- 3월 2일(음력 2월 3일) - 고려(高麗) 7대 국왕(國王) 목종(穆宗)
- 고려(高麗)의 권신(權愼) 김치양(金致陽)
- 고려(高麗)의 합문사인(閤門舍人) 유행간(庾行簡)